# Asylkyrka

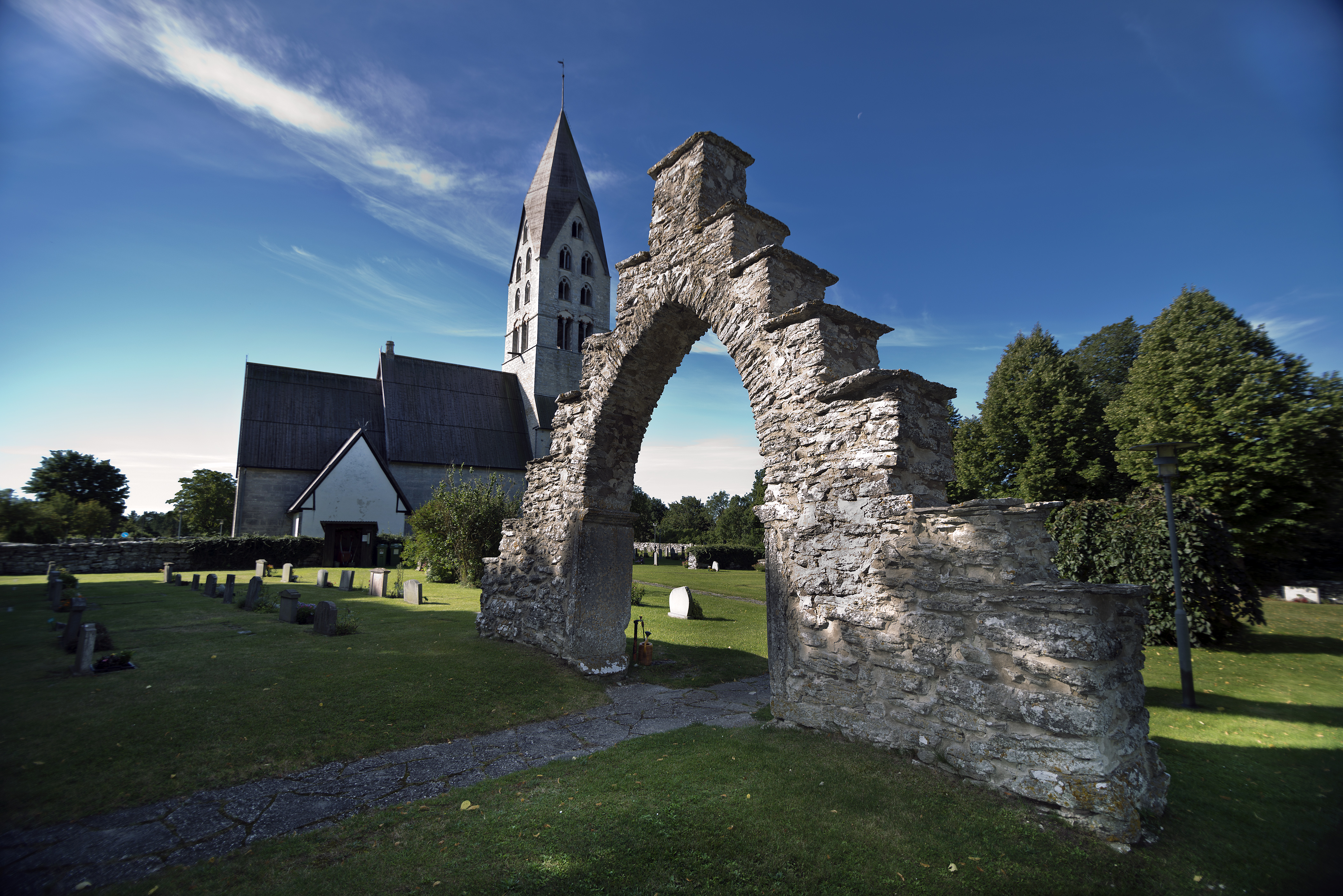
Tingstäde kyrka med gammal portal.

Asylkyrka avser en kyrka där brottslingar kunde söka asyl under ett par dygn innan de blev gripna. Bruket går tillbaka till gammaltestamentlig tid: i Andra Kungaboken 28 berättas, "Då flydde Joab till Herrens tempel och fattade hornen på altaret...".
Asylkyrkor förekom bland annat på Gotland under medeltiden. Atlingbo kyrka, Fardhems kyrka, Stenkyrka kyrka samt Tingstäde kyrka omnämns som asylkyrkor.  Motsvarande bruk är också belagt inom den sena hedendomen i Östergötland. En vikingatida runristning vid Oklunda i Östra Husby (Ög N288) berättar om en man som "flytt skyldig" till en kultplats.